# DNAI2
DNAI2‏ (Dynein axonemal intermediate chain 2) هوَ بروتين يُشَفر بواسطة جين DNAI2 في الإنسان.